# 中村力男
中村 力男（なかむら りきお、1957年11月2日 - ）は、日本の元騎手。

## 来歴
1978年3月5日の中山第7競走5歳以上300万下・キリータイガーで初騎乗を果たし、1番人気に支持されたが、5着で初勝利はならなかった。5月20日の新潟第1競走4歳未勝利をアローエクスプレス産駒のヤクモエクスプレスで人気に応えて初勝利を挙げ、翌21日の新潟では第3競走4歳未勝利・ミホアスカで2着、続く第6競走4歳未勝利では母父ウイルデイールのキョウエイデイールで初の2日連続勝利を記録し、第7競走5歳以上600万下ではアローエクスプレスの半弟サンシャインボーイで3着と騎乗全てで馬券圏内に入った。
2年目の1979年には1月5日の東京第4競走4歳400万下でユニークファストに騎乗し、柴田政人騎乗のカンカンリュウエンから6馬身差2着に入って高松三太厩舎のワンツーとなったが、翌6日に三太は亡くなっている。3月3日の中山第1競走4歳未勝利では高松邦男厩舎の開業初出走となったキリープリンス（18頭中14着）に騎乗し、5月6日の新潟第4競走4歳未勝利・キョウエイジョージで高松に開業初勝利 をもたらした。夏の小倉では7月28日の第5競走4歳未勝利を石栗龍雄厩舎のリキアイクイン、8月18日の第4競走4歳未勝利を野平祐二厩舎のカツラヒーローと関東馬で2勝し、障害戦3勝を含む6勝をマーク。
1982年には広瀬伸一（当時・日本短波放送アナウンサー）の初実況となった5月2日の京都第1競走アラブ4歳以上オープンをセンシュウダンサーで3着に入り、自身唯一の2桁勝利となる10勝をマークするが、1983年と1984年は2年連続で僅か1勝、1985年には初めて0勝に終わる。
1986年には冬の中京から柴田に替わってイギリス産馬パーシャンボーイの騎乗を任され、小倉では400万下を6馬身差圧勝、北方特別（400万下）も4コーナー先頭から押し切って条件戦を連勝し、次走からは田面木博公にバトンタッチ。
1986年9月6日の中山第6競走4歳未勝利・ノースギフトが最後の勝利となり、1987年は再び0勝に終わる。
1988年は2着・3着も共に0回で2年連続0勝に終わり、1989年2月5日の東京第1競走4歳未勝利・ダイワグラフ（13頭中10着）が最後に引退。

## 騎手成績
| 通算成績 | 1着 | 2着 | 3着 | 4着以下 | 出走回数 | 勝率 | 連対率 |
| -------- | --- | --- | --- | ------- | -------- | ---- | ------ |
| 平地     | 24  | 45  | 45  | 823     | 937      | .026 | .074   |
| 障害     | 3   | 0   | 0   | 7       | 10       | .300 | .300   |
| 計       | 27  | 45  | 45  | 830     | 947      | .029 | .076   |